# Jens Jønsson
Jens Jønsson (Aarhus, 10 januari 1993) is een Deens voetballer die doorgaans speelt als middenvelder. In juli 2022 verruilde hij Cádiz voor AEK Athene. Jønsson maakte in 2020 zijn debuut in het Deens voetbalelftal.

## Clubcarrière
Jønsson speelde in de jeugd van Lyseng, voor hij in de opleiding van Aarhus terechtkwam. Hier speelde hij zijn eerste professionele wedstrijd op 4 december 2011, toen in de Superligaen met 0–0 gelijkgespeeld werd tegen FC Kopenhagen. Jønsson begon als reservespeler aan het duel en mocht van coach Peter Sørensen een minuut voor tijd invallen voor Hjalte Bo Nørregaard. Konyaspor haalde de middenvelder medio 2016 naar Turkije. In zijn eerste seizoen won hij met zijn club het bekertoernooi. In de zomer van 2020 werd de Deen transfervrij overgenomen door Cádiz, waar hij zijn handtekening zette onder een verbintenis voor de duur van twee seizoenen, met een optie op een jaar extra. Deze optie werd niet gelicht en in de zomer van 2022 liep Jønsson uit contract. Hierop tekende hij voor vier seizoenen bij AEK Athene.

## Clubstatistieken
| Seizoen | Club       | Competitie       | Competitie | Competitie | Beker | Beker | Internationaal | Internationaal | Totaal | Totaal |
| Seizoen | Club       | Competitie       | Wed.       | Dlp.       | Wed.  | Dlp.  | Wed.           | Dlp.           | Wed.   | Dlp.   |
| ------- | ---------- | ---------------- | ---------- | ---------- | ----- | ----- | -------------- | -------------- | ------ | ------ |
| 2011/12 | Aarhus     | Superligaen      | 5          | 0          | 1     | 0     | —              | —              | 6      | 0      |
| 2012/13 | Aarhus     | Superligaen      | 15         | 1          | 1     | 0     | —              | —              | 16     | 1      |
| 2013/14 | Aarhus     | Superligaen      | 21         | 1          | 1     | 0     | —              | —              | 22     | 1      |
| 2014/15 | Aarhus     | 1. division      | 31         | 0          | 0     | 0     | —              | —              | 31     | 0      |
| 2015/16 | Aarhus     | Superligaen      | 31         | 0          | 4     | 0     | —              | —              | 35     | 0      |
| 2016/17 | Aarhus     | Superligaen      | 4          | 0          | 0     | 0     | —              | —              | 4      | 0      |
| 2016/17 | Konyaspor  | Süper Lig        | 24         | 1          | 7     | 0     | 4              | 0              | 35     | 1      |
| 2017/18 | Konyaspor  | Süper Lig        | 21         | 0          | 5     | 0     | 4              | 0              | 30     | 0      |
| 2018/19 | Konyaspor  | Süper Lig        | 22         | 4          | 0     | 0     | —              | —              | 22     | 4      |
| 2019/20 | Konyaspor  | Süper Lig        | 32         | 1          | 0     | 0     | —              | —              | 32     | 1      |
| 2020/21 | Cádiz      | Primera División | 35         | 0          | 2     | 0     | —              | —              | 37     | 0      |
| 2021/22 | Cádiz      | Primera División | 22         | 0          | 2     | 0     | —              | —              | 24     | 0      |
| 2022/23 | AEK Athene | Super League     | 34         | 0          | 5     | 0     | —              | —              | 39     | 0      |
| 2023/24 | AEK Athene | Super League     | 31         | 2          | 2     | 0     | 8              | 0              | 41     | 2      |
| 2024/25 | AEK Athene | Super League     | 3          | 0          | 0     | 0     | 2              | 0              | 5      | 0      |
| Totaal  | Totaal     | Totaal           | 331        | 10         | 30    | 0     | 18             | 0              | 379    | 10     |

Bijgewerkt op 2 oktober 2024.

## Interlandcarrière
Jønsson maakte zijn debuut in het Deens voetbalelftal op 11 november 2020, toen een vriendschappelijke wedstrijd gespeeld werd tegen Zweden. Door doelpunten van Jonas Wind en Alexander Bah wonnen de Denen het duel met 2–0. Jønsson mocht van bondscoach Kasper Hjulmand in de basis beginnen en hij speelde het gehele duel mee. De andere Deense debutanten dit duel waren Oliver Christensen (Odense BK), Victor Nelsson (FC Kopenhagen), Andreas Maxsø, Jesper Lindstrøm (beiden Brøndby IF), Oliver Abildgaard (Roebin Kazan), Alexander Bah (SønderjyskE) en Mikkel Damsgaard (Sampdoria).
| Interlands van Jens Jønsson voor Denemarken | Interlands van Jens Jønsson voor Denemarken | Interlands van Jens Jønsson voor Denemarken | Interlands van Jens Jønsson voor Denemarken | Interlands van Jens Jønsson voor Denemarken | Interlands van Jens Jønsson voor Denemarken |
| №                                           | Datum                                       | Wedstrijd                                   | Uitslag                                     | Competitie                                  | Goals                                       |
| Als speler bij Cádiz                        | Als speler bij Cádiz                        | Als speler bij Cádiz                        | Als speler bij Cádiz                        | Als speler bij Cádiz                        | Als speler bij Cádiz                        |
| ------------------------------------------- | ------------------------------------------- | ------------------------------------------- | ------------------------------------------- | ------------------------------------------- | ------------------------------------------- |
| 1                                           | 11 november 2020                            | Denemarken – Zweden                         | 2 – 0                                       | Vriendschappelijk                           |                                             |
| 2                                           | 15 november 2020                            | Denemarken – IJsland                        | 2 – 1                                       | Nations League 2020/21                      |                                             |
| 3                                           | 28 maart 2021                               | Denemarken – Moldavië                       | 8 – 0                                       | WK 2022 kwalificatie                        |                                             |
| 4                                           | 12 november 2021                            | Denemarken – Faeröer                        | 3 – 1                                       | WK 2022 kwalificatie                        |                                             |
| 5                                           | 15 november 2021                            | Schotland – Denemarken                      | 2 – 0                                       | WK 2022 kwalificatie                        |                                             |

Bijgewerkt op 2 oktober 2024.

## Erelijst
| Competitie      |           |           |           |           |
| Competitie      | Aantal    | Jaren     |           |           |
| Konyaspor       | Konyaspor | Konyaspor | Konyaspor | Konyaspor |
| --------------- | --------- | --------- | --------- | --------- |
| Türkiye Kupası  | 1         | 2016/17   |           |           |
| Süper Kupa      | 1         | 2017      |           |           |
| AEK Athene      |           |           |           |           |
| Super League    | 1         | 2022/23   |           |           |
| Kupello Elladas | 1         | 2022/23   |           |           |